# Phillipsburg (Missouri)
Phillipsburg é uma vila localizada no estado americano de Missouri, no Condado de Laclede.

## Demografia
Segundo o censo americano de 2000, a sua população era de 201 habitantes.
Em 2006, foi estimada uma população de 227, um aumento de 26 (12.9%).

## Geografia
De acordo com o United States Census Bureau tem uma área de
1,3 km², dos quais 1,3 km² cobertos por terra e 0,0 km² cobertos por água. Phillipsburg localiza-se a aproximadamente 430 m acima do nível do mar.

## Localidades na vizinhança
O diagrama seguinte representa as localidades num raio de 28 km ao redor de Phillipsburg.